# Sipili Falatea
Sipili Falatea (Leava, Wallis y Futuna; 23 de junio de 1997) es un jugador profesional francés de rugby que se desempeña en la posición de pilar derecho en Union Bordeaux Bègles, equipo perteneciente a la liga Top 14.

## Carrera
Falatea es un jugador de formación francesa (JIFF). Comenzó su carrera deportiva con el equipo Union sportive Colomiers rugby, en el cual jugó dos temporadas (2015-2017), después pasó a ASM Clermont Auvergne (2017-2022), luego a Union Bordeaux Bègles, donde lleva jugando dos temporadas.